# Gira de conciertos de Yma Súmac (1952)
«La gira de conciertos de Yma Súmac (1952)» fue una gira musical de la cantante nacida peruana Yma Súmac, empezó en abril de 1952 y finalizó en diciembre de 1952, donde presentó los éxitos y temas de sus álbumes Voice of the Xtabay y Legend of the Sun Virgin, acompañada de Moisés Vivanco a la guitarra y una orquesta de instrumentalistas, junto a un grupo de coristas y bailarines de los andes del Perú.